# Solanum argentinum
Solanum argentinum är en potatisväxtart som beskrevs av Friedrich August Georg Bitter och Miguel Lillo. Solanum argentinum ingår i släktet skattor som ingår i familjen potatisväxter. Inga underarter finns listade i Catalogue of Life.

## Bildgalleri

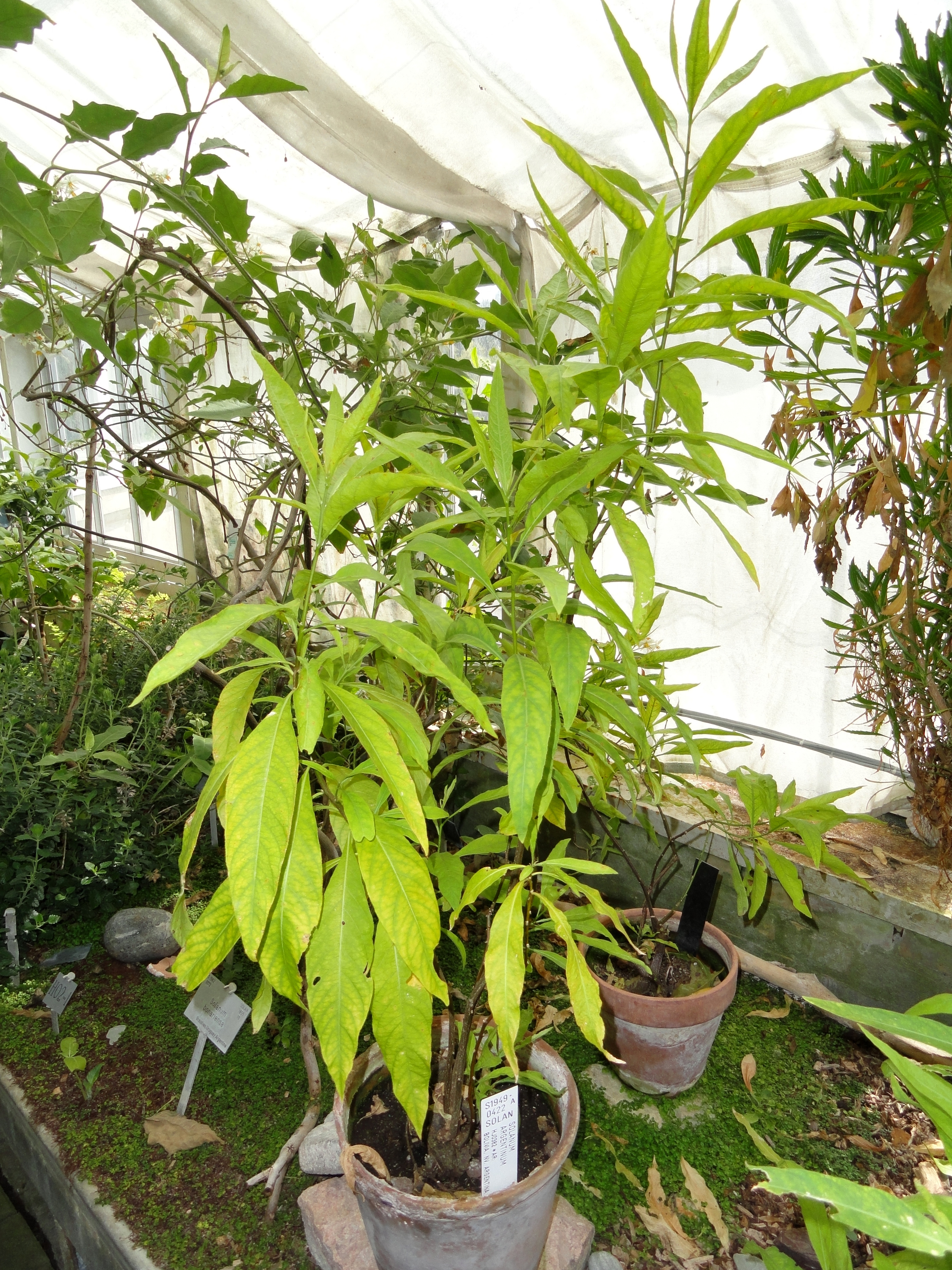
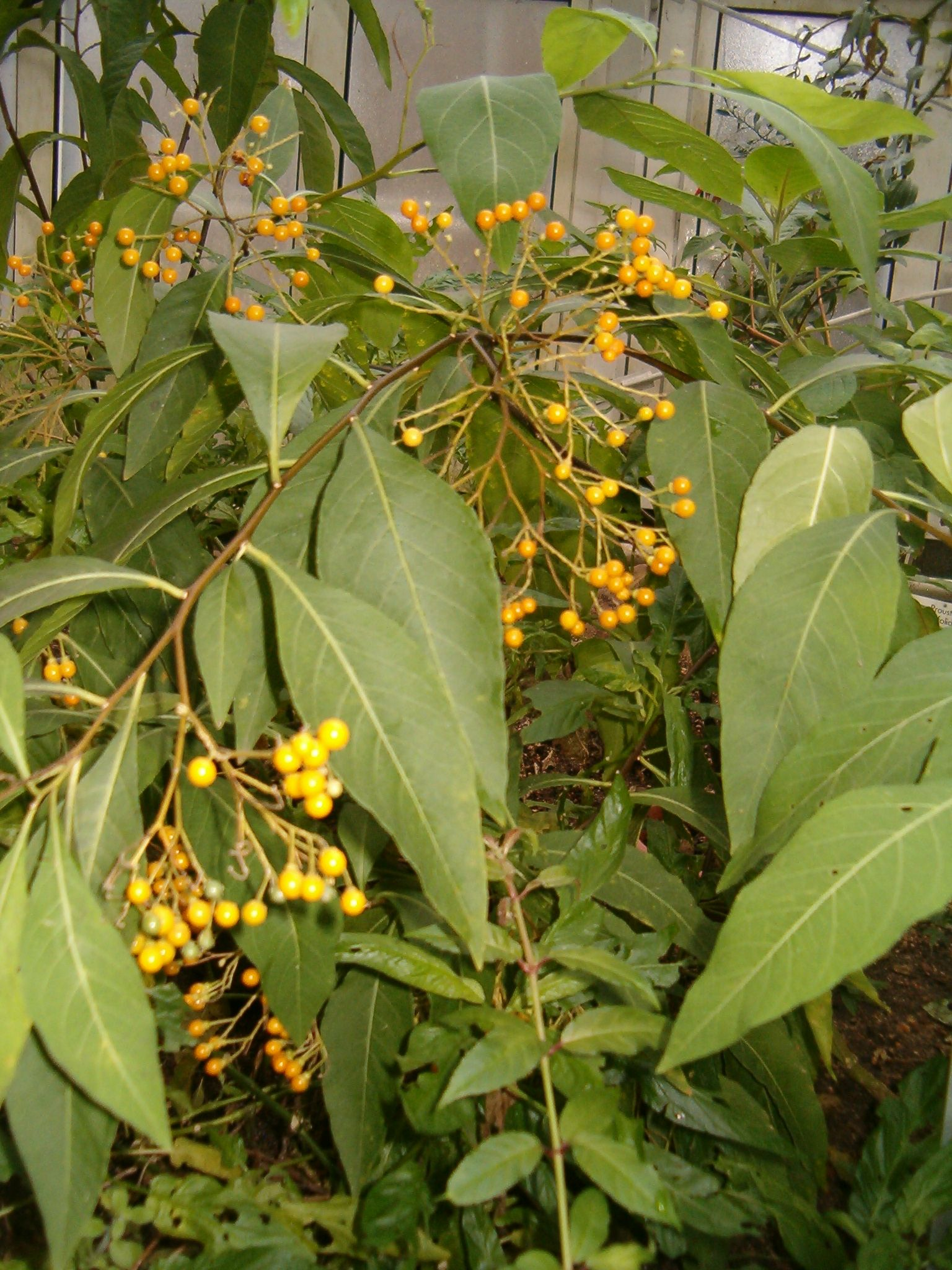